# Kouroudjel
Kouroudjel è uno dei tre comuni del dipartimento di Kiffa, situato nella regione di Assaba in Mauritania. Contava 3.771 abitanti nel censimento della popolazione del 2000.